# كرسول شاحب
كرسول شاحب (الاسم العلمي:Crassula pallens) هو نوع نباتي يتبع جنس الكرسول من فصيلة الكرسولية.